# أيها الولد
أيها الولد أو أيها الولد المحب هي رسالة كتبها الإمام أبو حامد الغزالي (ت. 505هـ)، وهي عبارة عن مجموعة من النصائح والإرشادات كتبها الغزالي إلى أحد تلامذته، لتكون دستورًا ومنهجًا وطريقةً له في حياته.

## تعريف بالرسالة
جاء في مقدمة الرسالة:
فكتب الغزالي رسالة «أيها الولد المحب» في جوابه. وخلاصة الرسالة أن الغزالي ينصح الناشئين ألا يطلبوا العلم لنيل أغراض الدنيا والمباهاة على الأقران بل أن يقصدوا إحياء الشريعة وتهذيب الأخلاق ويذكرهم بأن «العلم بلا عمل جنون والعمل بلا علم لا يكون».
ويبدو أن الرسالة كتبها الغزالي بالأصل بالفارسية ووردت باسم «فرزند نامه» و«نصيحت نامه»، حيث قال المرتضى الزبيدي «ومنها [أي مؤلفات الغزالي] «أيها الولد» وهي فارسية عربها بعض العلماء، وسماه بهذا الاسم المشهور». وقد طُبع المتن الفارسي باعتناء عباس الاقبال.

## طبعاتها

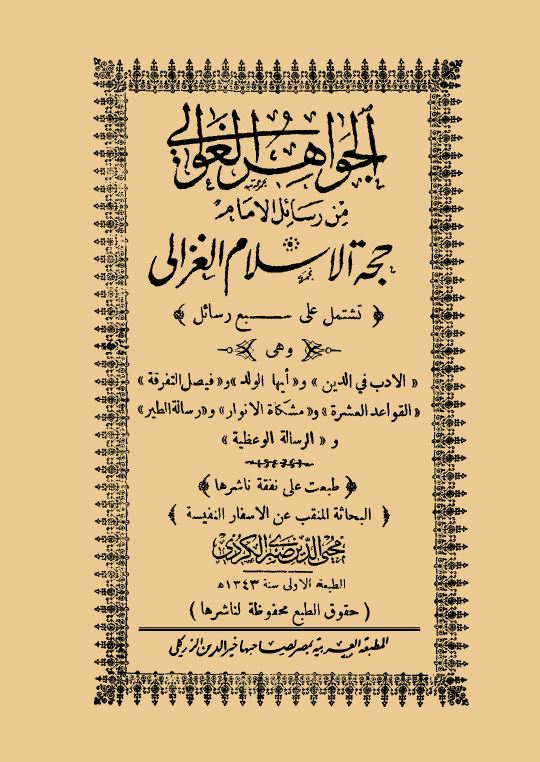
غلاف الطبعة الأولى من «الجواهر الغوالي» وهي تشتمل على سبعة رسائل للغزالي احداها رسالة «أيها الولد» - القاهرة، 1343 هـ.

طبعت الرسالة مرات عديدة، ومن هذه الطبعات:
- «رسالة أيها الولد» في: مجموعة الرسائل، جمعها محيي الدين صبري الكردي - مطبعة كردستان العلمية، القاهرة، 1328هـ/ 1910م. طُبعت على نفقة الشيخ فرج الله الكردي.[7]
- ضمن مجموعة «الجواهر الغوالي من رسائل الإمام حُجة الإسلام الغزالي» - طبعت على نفقة محيى الدين صبري الكردي، المطبعة العربية لصاحبها خير الدين الزركلي، القاهرة، الطبعة الأولى 1343هـ.
- «أيها الولد المحب! : رسالة من الفيلسوف حجة الإسلام أبي حامد محمد الغزالي (451-505هـ، 1058-1111م)» تحقيق عبد الله أحمد أبو زينة - دار الشروق، القاهرة، الطبعة الأولى 1975م والثانية 1400هـ/1980م والثالثة 1401هـ/1981م والرابعة 1403هـ/1983م.
- «أيها الولد» تحقيق أحمد مطلوب - وزارة الأوقاف والشؤون الدينية، بغداد، 1406هـ/1986م.
- «أيها الولد» تحقيق صباح محمد علي كاظم - مطبعة العاني، بغداد، الطبعة الأولى 1408هـ/1988م.
- «أيها الولد : رسالة الإمام الغزالي إلى تلميذه» تحقيق محمد محيي الدين عبد الحميد - مكتبة الخدمات الحديثة، جدة، الطبعة الأولى 1414هـ/1994م.
- «أيها الولد» تحقيق على محي الدين القرة داغي - دار الاعتصام، القاهرة، الطبعة الثانية 1405هـ/1985م.
- «أيها الولد»: تحقيق: عبد الله شيخ حسين, دار البيروتي, دمشق, الطبعة الأولى, 1442هـ/2020م.

## شروحها
وللرسالة عدة شروح، منها:
- «أيها الأخ: شرح رسالة أيها الولد للإمام الغزالي» لعبد الرحمن الرومي الشهير بصبري (ت. 1139هـ)، ألفه سنة 1117هـ.
- «سراج الظلمات شرح رسالة أيها الولد للإمام الغزالي» لأبي سعيد الخادمي (ت. 1176هـ).[8]
- «تحفة الأبرار شرح أيها الولد المحب للإمام الغزالي» لنور الدين قوطيط.
- «واصلة المدد در شرح ايها الولد» للخالدي المخزومي الملقب بسلطان العلماء، وهي باللغة الفارسية.
- «شرح أيها الولد للإمام الغزالي» لمؤلف مجهول، عمل على نشره محمد هادي الشمرخي المارديني (دار الكتب العلمية، 2012م).
- شرح أيها الولد: للشيخ محمد سامر النص, شرحها ضمن سلسلة دروس ألقاها في بريطانيا, موجودة على موقع يوتيوب.

كما اختصرها محمد بن عمر بن قاسم بن إسماعيل المقرئ الشافعي المعروف بالبقري (ت. 1111هـ)، بعنوان «نصائح البقري»، مخطوط [72] 4464 بالأزهر.

## ترجماتها
الألمانية
- نُشر النص العربي لأول مرة من قبل المستشرق هامر برجشتل، إلى جانب ترجمة ألمانية، في فينة سنة 1838م.[11][12]

O Kind! Die berühmte ethische Abhandlung Ghasali's. Arabisch und deutsch, von Hammer-Purgstall. Wien, 1838
التركية
- جاء في كشف الظنون أن الأمير مصطفى بن علي المشهور بعالي الشاعر ترجمها إلى التركية وسمى المترجم بتحفة الصلحاء.[13]
- كما ذكر البدوي أن النص العربي طُبع مع ترجمة تركية لمحمد رشيد، قازان، 1905م.[14]

الأردية
- صدرت ترجمة أردية عن دار الاشاعت، باكستان.

الإنكليزية

غلاف ترجمة توبايس ماير الإنكليزية.

- صدرت نسخة عربية - إنكليزية في بيروت (المطبعة الكاثوليكية) سنة 1951م، ترجمها جورج شيرر.

O disciple / al-Ghazali ; translated by George H. Scherer ; with an introd. by the translator. Beirut : Catholic Press, 1951
- كما ترجمها إلى الإنكليزية توبايس ماير - جمعية النصوص الإسلامية، كمبريدج، 2005م.

Al-Ghazālī's letter to a disciple ; bilingual English-Arabic edition translated with an introduction & notes by Tobias Mayer. ; Ghazzali; Tobias Mayer
Cambridge : Islamic Texts Society, 2005
الفرنسية
- ترجمها إلى الفرنسية توفيق صباغ باسم Lettre au disciple : (Ayyuhā ʹl-walad) by Ghazzālī - اللجنة الدولية لترجمة الروائع، بيروت 1969م.

الإسبانية
ترجمت إلى الإسبانية ونُشِرَتْ في بيروت سنة 1951م.
الإندونيسية
ترجمت إلى الإندونيسية ونُشِرَتْ في جاكارتا سنة 2020م.
“Wahai Anakku” (terjemah “Ayyuhal Walad” karya Imam Al-Ghazali oleh Halimah Alaydrus). Wafa Production, 1 April 2020.
الجاوية
ترجمت إلى الجاوية ونُشِرَتْ في باسورووان جاوى الشرقية سنة 2020م.
“Ayyuhal Walad” (terjemah Bahasa Jawa “Ayyuhal Walad” karya Imam Al-Ghazali oleh Ning Siti Khurrotin). Pondok Pesantren Ngalah, 30 Juli 2020.

## الهامش
1. ↑  "أيها الولد ... للإمام الغزالي". الجزيرة. 4/1/1433 هـ - الموافق 30/11/2011 م. مؤرشف من الأصل في 24 أبريل 2012. اطلع عليه بتاريخ كانون 2013 م. {{استشهاد ويب}}: تحقق من التاريخ في: |تاريخ الوصول= و|تاريخ= (مساعدة)
2. ↑  Ngaji Online Kitab Ayyuhal Walad bersama Ustadzah Halimah Alaydrus (Eps. 01)، مؤرشف من الأصل في 2021-12-18، اطلع عليه بتاريخ 2021-12-18
3. ↑  "أيها الولد المحب". موقع الصوفية. مؤرشف من الأصل في 4 مارس 2016. اطلع عليه بتاريخ كانون 2013 م. {{استشهاد ويب}}: تحقق من التاريخ في: |تاريخ الوصول= (مساعدة)
4. ↑  "الغزالي، أبو حامد محمد". الموسوعة العربية الميسرة. موسوعة شبكة المعرفة الريفية. 1965. مؤرشف من الأصل في 26 أبريل 2020. اطلع عليه بتاريخ شباط 2013. {{استشهاد ويب}}: تحقق من التاريخ في: |تاريخ الوصول= (مساعدة)، الوسيط |archivedate= و|تاريخ أرشيف= تكرر أكثر من مرة (مساعدة)، والوسيط |archiveurl= و|مسار أرشيف= تكرر أكثر من مرة (مساعدة)
5. ↑  بدوي، صفحات 179
6. ↑  الذريعة - آقا بزرگ الطهراني - ج 22 - الصفحة 172
7. ↑  معجم المطبوعات العربية - اليان سركيس - ج 2 - الصفحة 1984 نسخة محفوظة 16 ديسمبر 2019 على موقع واي باك مشين.
8. ↑  الزركلي، خير الدين (أيار 2002 م). الأعلام - ج 7 (ط. الخامسة عشر). بيروت: دار العلم للملايين. ص. 68. مؤرشف من الأصل في 2019-12-09. {{استشهاد بكتاب}}: تحقق من التاريخ في: |سنة= (مساعدة)
9. ↑  الزركلي، خير الدين (أيار 2002 م). الأعلام - ج 7 (ط. الخامسة عشر). بيروت: دار العلم للملايين. ص. 7. مؤرشف من الأصل في 2019-12-09. {{استشهاد بكتاب}}: تحقق من التاريخ في: |سنة= (مساعدة)
10. ↑  بدوي، صفحات 182
11. ↑  سركيس، يوسف اليان. معجم المطبوعات العربية والمعربة - الجزء الأول. القاهرة: مكتبة الثقافة الدينية. ص. 1412. مؤرشف من الأصل في 2016-05-28.
12. ↑  العقيقي، نجيب (2006 م). المتسشرقون - الجزء الثاني (ط. الخامسة). القاهرة: دار المعارف. ص. 275. مؤرشف من الأصل في 16 ديسمبر 2019. {{استشهاد بكتاب}}: تحقق من التاريخ في: |تاريخ= (مساعدة)
13. ↑  خليفة، حاجي. كشف الظنون عن أسامي الكتب والفنون - ج 1. بيروت: دار إحياء التراث العربي. ص. 216. مؤرشف من الأصل في 2019-12-09.
14. ↑  بدوي، صفحات 183
15. ↑  "Complete list of UNESCO's literature series" (PDF). The Courier (بالإنكليزية). UNESCO: 22. Jun 1957. Archived from the original (PDF) on 2016-03-04.{{استشهاد بدورية محكمة}}:  صيانة الاستشهاد: لغة غير مدعومة (link)
16. ↑  Bedah Buku Ayyuhal Walad karya Imam Al Ghazali penerjemah Ustadzah Halimah Alaydrus، مؤرشف من الأصل في 2021-12-07، اطلع عليه بتاريخ 2021-12-07
17. ↑  "Terjemahan Kitab Ayyuhal Walad". Terjemahan Kitab Ayyuhal Walad. مؤرشف من الأصل في 2021-12-09. اطلع عليه بتاريخ 2021-12-09.
18. ↑  "Ngaji Online Kitab Ayyuhal Walad bersama Ustadzah Halimah Alaydrus - YouTube". www.youtube.com. مؤرشف من الأصل في 2021-12-18. اطلع عليه بتاريخ 2021-12-18.
19. ↑  "Ngaji Online Kitab Ayyuhal Walad bersama Ning Siti Khurrotin, M.Pd. - YouTube". www.youtube.com. مؤرشف من الأصل في 2021-12-08. اطلع عليه بتاريخ 2021-12-07.